# Los Angeles Rams 1946
La stagione 1946 dei Los Angeles Rams è stata la decima della franchigia nella National Football League, l'11ª complessiva. La squadra si trasferì a Los Angeles da Cleveland subito dopo la vittoria del campionato NFL 1945.
La formazione del 1946 è ricordata in particolar modo per avere incluso due giocatori afroamericani, l'halfback Kenny Washington e l'end Woody Strode, i primi nella NFL dalla stagione 1933. La stagione si concluse con un record di 6-4-1, giungendo secondi nella Western Conference.

## Scelte nel Draft 1946
| Giro | Scelta | Giocatore              | Ruolo       | College                           |
| ---- | ------ | ---------------------- | ----------- | --------------------------------- |
| 1    | 10     | Emil "Red" Sitko       | Halfback    | Notre Dame                        |
| 3    | 25     | Don Samuel             | Back        | Oregon State University           |
| 5    | 40     | Don Paul               | Center      | UCLA                              |
| 6    | 50     | Newell "Ace" Oestreich | Back        | University of California          |
| 7    | 60     | Lafayette "Dolly" King | End         | University of Georgia             |
| 8    | 70     | Joe Whisler            | Back        | Ohio State University             |
| 9    | 80     | Mike Schumchyk         | End         | University of Arkansas            |
| 10   | 90     | Joe Signaigo           | Guard       | Notre Dame                        |
| 11   | 100    | Tom Phillips           | Back        | Ohio State University             |
| 12   | 110    | Ted Strojny            | Tackle      | Holy Cross University             |
| 13   | 120    | George Strohmeyer      | Center      | Notre Dame                        |
| 14   | 130    | Bob Palladino          | Back        | Notre Dame                        |
| 15   | 140    | Dick Lorenz            | End         | Oregon State University           |
| 16   | 150    | Larry Bouley           | Back        | University of Georgia             |
| 17   | 160    | Gasper Urban           | Guard       | Notre Dame                        |
| 18   | 170    | Bob Wise               | Guard       | University of Colorado            |
| 19   | 180    | Jerry Ford             | End         | Notre Dame                        |
| 20   | 190    | Bob Albrecht           | Back        | Marquette University              |
| 21   | 200    | Cliff Lewis            | Quarterback | Duke                              |
| 22   | 210    | Bob Richardson         | Tackle      | Marquette University              |
| 23   | 220    | Derald Lebow           | Back        | University of Oklahoma            |
| 24   | 230    | Bill Lippincott        | Back        | Washington State University       |
| 25   | 240    | Kay Jamison            | End         | University of Florida             |
| 26   | 250    | D.J. Gambrell          | Center      | University of Alabama             |
| 27   | 260    | Joe Ben Dickey         | Back        | University of Colorado            |
| 28   | 270    | Marty Grbovaz          | End         | University of San Francisco       |
| 29   | 280    | Jay Perrin             | Tackle      | University of Southern California |
| 30   | 290    | Frank Plant            | Center      | University of Georgia             |
| 31   | 295    | Dale Cowan             | Tackle      | Kansas State University           |
| 32   | 300    | John West              | Back        | University of Oklahoma            |

## Calendario
| Stagione regolare |                      |           |          |
| Turno             | Avversario           | Risultato | Pubblico |
| 1                 | Philadelphia Eagles  | S 25–14   | 30,500   |
| 2                 | at Green Bay Packers | V 21–17   | 27,049   |
| 3                 | at Chicago Bears     | P 28–28   | 44,211   |
| 4                 | Detroit Lions        | V 35–14   | 27,928   |
| 5                 | at Chicago Cardinals | S 34–10   | 38,180   |
| 6                 | at Detroit Lions     | V 41–20   | 34,447   |
| 7                 | Chicago Bears        | S 27–21   | 68,831   |
| 8                 | Chicago Cardinals    | V 17–14   | 38,271   |
| 9                 | at Boston Yanks      | S 40–21   | 23,689   |
| 10                | at New York Giants   | V 31–21   | 47,366   |
| 11                | Green Bay Packers    | V 38–17   | 46,838   |

## Classifiche
| NFL Western Division |   |    |   |      |       |     |     |     |
|                      | V | S  | P | %    | DIV   | PF  | PS  | STR |
| Chicago Bears        | 8 | 2  | 1 | .800 | 6–1–1 | 289 | 193 | V1  |
| Los Angeles Rams     | 6 | 4  | 1 | .600 | 5–2–1 | 277 | 257 | V2  |
| Chicago Cardinals    | 6 | 5  | 0 | .545 | 5–3   | 260 | 198 | V2  |
| Green Bay Packers    | 6 | 5  | 0 | .545 | 3–5   | 148 | 158 | S1  |
| Detroit Lions        | 1 | 10 | 0 | .091 | 0–8   | 142 | 310 | S4  |

Nota: I pareggi non venivano conteggiati ai fini della classifica fino al 1972.